# أوليانا دونسكوفا
أوليانا فياتشيسلافوفنا دونسكوفا (الروسية: Uliana Vyacheslavovna Donskova ؛ من مواليد 24 أغسطس 1992) هي لاعبة جمباز إيقاعية روسية هي بطلة الميدالية ذهبية دورة الألعاب الأولمبية الصيفية 2012 في حدث مجموعة شاملة مع أعضاء المجموعة الآخريات (أناستاسيا بليزنيوك، كسينيا دودكينا، ألينا ماكارينكو، أناستاسيا نازارينكو، كارولينا سيفاستيانوفا) في لندن عام 2012، الحائزة على الميدالية الفضية الشاملة للمجموعة العالمية لعام 2011 ، الحائزة على الميدالية البرونزية الشاملة للمجموعة العالمية لعام 2010 ، الحائزة على الميدالية الذهبية الشاملة للمجموعة الأوروبية لعام 2012، والميدالية الذهبية الشاملة للمجموعة الأوروبية لعام 2010 .

## روابط خارجية
- أوليانا دونسكوفا في الاتحاد الدولي للجمباز

- أوليانا دونسكوفا على إنستغرام